# Фепрозиднин
Фепрозиднин (Feprosidnine, действующее вещество: 3-(b-Фенилизопропил)-сиднонимина гидрохлорид, торговое наименование: «Сиднофен») — лекарственное средство из группы психостимуляторов. Белый или белый со слабым желтоватым оттенком мелкокристаллический порошок, без запаха, горького вкуса. Легко растворим в воде, растворим в спирте.

## Общая информация
Фепрозиднин относится к группе фенилалкилсиднониминов и близок по строению к мезокарбу («сиднокарбу»).
Как и мезокарб, фепрозиднин оказывает стимулирующее влияние на ЦНС, однако уступает в этом мезокарбу и вместе с тем обладает выраженной антидепрессивной активностью, что делает его весьма ценным препаратом для лечения астенодепрессивных состояний.
Антидепрессивное действие фепрозиднина можно объяснить его способностью оказывать обратимое ингибирующрее влияние на активность МАО. Он уменьшает депримирующие эффекты резерпина, усиливает действие адреналина и норадреналина, вызывает умеренное повышение артериального давления. Обладает антихолинергической активностью.

## Методы получения
Схема синтеза солянокислого фепрозиднина (смотрите статью мезокарб):

## Показания к применению
Применяют при астенических состояниях различного происхождения, при адинамии, вялости, подавленности, апатии в связи с неврозами, после перенесённых нейроинфекций и при заболеваниях эндокринных желез (гипотиреоз, аддисонизм и др.), при нарколепсии, патологической утомляемости, а также при простых депрессиях, депрессиях с заторможенностью в рамках циклотимии и при других показаниях к применению стимулирующих и «лёгких» антидепрессивных средств.

## Дозировка и способы применения
Назначают внутрь до еды, начиная с 0,005 г (5 мг) 1—2 раза в день; при необходимости повышают дозу, прибавляя по 5 мг в день через каждые 2—3 дня, до 0,02—0,03 г (20—30 мг) в день. По достижении терапевтического эффекта дозу постепенно снижают. Поддерживающая доза (при необходимости длительного лечения) составляет обычно 0,005 г (5 мг) в день.
При тяжёлых астенических состояниях доза синднофена может быть постепенно увеличена до 0,06—0,08 г (60—80 мг; в условиях стационара).
Принимают фепрозиднин в первой половине дня.
При применении препарата возможны повышение артериального давления, головная боль, сухость во рту, боли в области сердца, редко аллергический зуд. В этих случаях надо уменьшить дозу или сделать перерыв в приёме препарата.
В редких случаях может наблюдаться «парадоксальная» реакция — седативный эффект.

## Противопоказания
Фепрозиднин противопоказан больным с тревожно-депрессивными состояниями (возможны усиление тревоги, обострение галлюцинаторно-бредового синдрома). Нельзя применять фепрозиднин одновременно с антидепрессантами ингибиторами МАО и трициклическими антидепрессантами. Между применением фепрозиднина и антидепрессантов указанных групп, так же как между антидепрессантами и фепрозиднином, должен соблюдаться перерыв продолжительностью не менее недели.

## Правовой статус
В России входит в перечень сильнодействующих веществ .